# Kun Béla (honvédszázados)
Kun Béla (Bakonygyepes, 1828 (29) – Veszprém, 1874. április 16.) alszázados.

## Magyarázat a névhez és a rendfokozathoz
Kun Béla – vélhetően a neve miatt szinte ismeretlen hőse a szabadságharcnak. A félreértések elkerülésének érdekében „gyepesi” előnévvel szoktak róla megemlékezni.
Alszázados – Az 1700-as évek végén gróf Francz Moritz Lacy altábornagy által megtervezett, az osztrák hadseregben végrehajtott hadsereg reform során a kompániákat (60-80 fős lovassági egység) kettesével svadronokba (századokba) vonták össze. Mivel mindegyik kompániának volt saját századosa (kapitánya), ezért aki korábban kapta meg ezt a rendfokozatot lett a főszázados, míg a másik az alszázados. A későbbiek során a két szárnyra osztott 177 fős huszárszázad első szárnyát a főszázados a második szárnyat az alszázados vezette harcba.

## Származása
Születési hely és időpont: Veszprém megye Bakonygyepes (Nemesvámos?) 1828. vagy 1829. pontos születési adatait okmányok hiányában nem ismerjük. Kun József földbirtokos, Veszprém vármegye Veszprémi járásának szolgabírája, Veszprém vármegye alispánja és Wildburg Klementina fia. Kun Géza honvéd alezredes (70. „Veszprémi” honvédzászlóalj parancsnoka, VIII. honvédhadtest Komáromi őrsereg) unokaöccse. Magyar nemzetiségű, nemes, római katolikus, Veszprémben gimnáziumot végez. 1846-tól kadét az 1. „Császár” huszárezrednél. Az 1. huszárezred 1756-ban az örökösödési háború idején alakult. Tulajdonosa és névadója a mindenkori német római császár, illetve 1805-től a III. koalíciós háború befejezését követően a mindenkori osztrák császár. Az ezred színei: fekete csákó, sötétkék mente, dolmány, nadrág, a gombok színe sárga, zsinórzat színe a legénységi állomány esetében feketével kevert sárga, a tiszti állomány esetén arany.

## Szerepvállalás az 1848-49-es szabadságharcban
Kun Béla a Délvidéken állomásozó ezredével 1848. júniusától részt vesz a szerb felkelők elleni harcokban. Októberben csatlakoznak a honvédsereghez, hadnaggyá léptetik elő 1848. december 1-i hatállyal. November végén egységével, az alezredesi osztállyal Perczel tábornok Drávai hadtestéhez osztják be (260 huszár, 8 tiszt), amelyhez 1848. december 17-én csatlakoznak Letenyén. Kiemelkedő haditettként fűződik a nevéhez, hogy 1848. december 30-án a Móri ütközetben, párbajban végez a 6. „Wallmoden” vértes ezred alezredesi osztályának századparancsnokával gróf Rudolf Schaffgotsch századossal. Ottinger Ferenc vezérőrnagy az Osztrák első hadtest lovasságának parancsnoka, a császári proklamációnak megfelelően többször felszólítja a szemben álló magyar Drávai hadtest tisztjeit a császári ház hűségére történő visszatérésre. Mivel 1846-ig az 1. huszárezred ezredparancsnoki tisztét ő töltötte be, ezért ennek az alakulatnak a tisztjei esetében kifejezetten eredményes volt. Az alezredesi osztályt az osztályparancsnok és négy tisztje valamint kb. 70 közlegénye a Móri ütközetet megelőzően elhagyta. Kun Béla ezért katonái harci moráljának helyreállítása érdekében egyedül indult rohamra az éppen felfejlődő 6. „Wallmoden” vértesek ellen. Elkeseredett cselekedetét látva osztályparancsnoka August Ludvig Wepler alszázados és Frank Károly hadnagy követték. A huszárok egy része, hogy szégyenben ne maradjanak ezt követően csatlakozott a rohamhoz. Mivel két hadnagyuk Kun Béla és Frank Károly súlyosan, sebesülten fogságba estek, az osztályparancsnokunk Wepler alszázados súlyosan megsebesült rendezetlenül elhagyták a csatateret. A támogatásként érkezett 9. „Miklós” huszárezred két százada tartott ki egy rövid ideig, de a túlerő őket is visszavonulásra kényszerítette.
A párbaj a Bibliai Dávid és Góliát párbajára emlékeztet. A közhiedelemmel ellentétben a huszárok alacsony termetű katonák voltak. (Kun Béla testmagassága 158-160 cm lehetett.) Lovaik is kistermetűek, nagyjából 300-350 kg testsúlyúak. A mesék, mondák pozitív hősei világos színű lovon lovagolnak, a negatív főszereplő sötét színűn. Az élet ebben az esetben is bebizonyította, hogy valamennyi elbeszélő közül neki van a legjobb stílusérzéke. Kun Béla lova annak ellenére, hogy a fehér tilalmazott lószín volt, fehér színű. A ló nevét nem ismerjük. Igaz többen tudni vélik, hogy Gúnárnak hívták, ami illene erre a harcias kis csődörre, de hiteles forrás ezt nem erősíti meg. Gróf Rudolf Schaffgotsch százados testmagassága 180 cm körüli, lova sötétszínű, barna vagy fekete, nehéz, nagytestű cseh ló volt, kb. 600 kg testsúlyú. Schaffgotsch századost december 31-én temették el; a koporsót bajtársai vitték, a gyászkíséretet a 3. vértesezred ezredesi osztályának második százada adta. Jellačič segédtisztének visszaemlékezése szerint parancsnokuk ”Szép, megragadó és fölemelő beszédet mondott”.

Kun Béla az ütközetben súlyosan megsebesült, 17 vágást kapott, az osztrák orvos jelentése szerint ebből három halálos volt.
„Én huszárainkat cserbenhagyva egyedül vágtam be egy Ezred Magába és 17 sebekkel tetézve a csatatéren maradtam. Scheiterről nem hallottam fogságom alatt semmit, midőn azonban Buda ostrománál vissza szöktem Buda vára alatt táborozó pajtásaimmal találkoztam töllök hallám hogy számtalan tiszt s köztük Scheiter is által ment az ellenséghez. Gondolhatni mennyi tiszt hiányzott, midőn Buda vár alatt már a századosok rangjába estem s mint ilyen meg is erösitetvén egyúttal a magyar érdemjellel is feldíszítettem a Móri csatábani határozott magaviseletemért.”
Kun Béla visszaemlékezése
Az ezred kitüntetettjeinek 1849. június 3-án Nagy Valkázon kelt okmánya (aláíró Sebeő Alajos alezredes) az alábbiakkal emlékezik meg róla:
„Moornál az ellenséges Kapitányt levágta s halálos sebeket Kapva foglyul esett s ápril utolján Kiszabadulván visszatért az ezredhez”
[MOL H 75.]

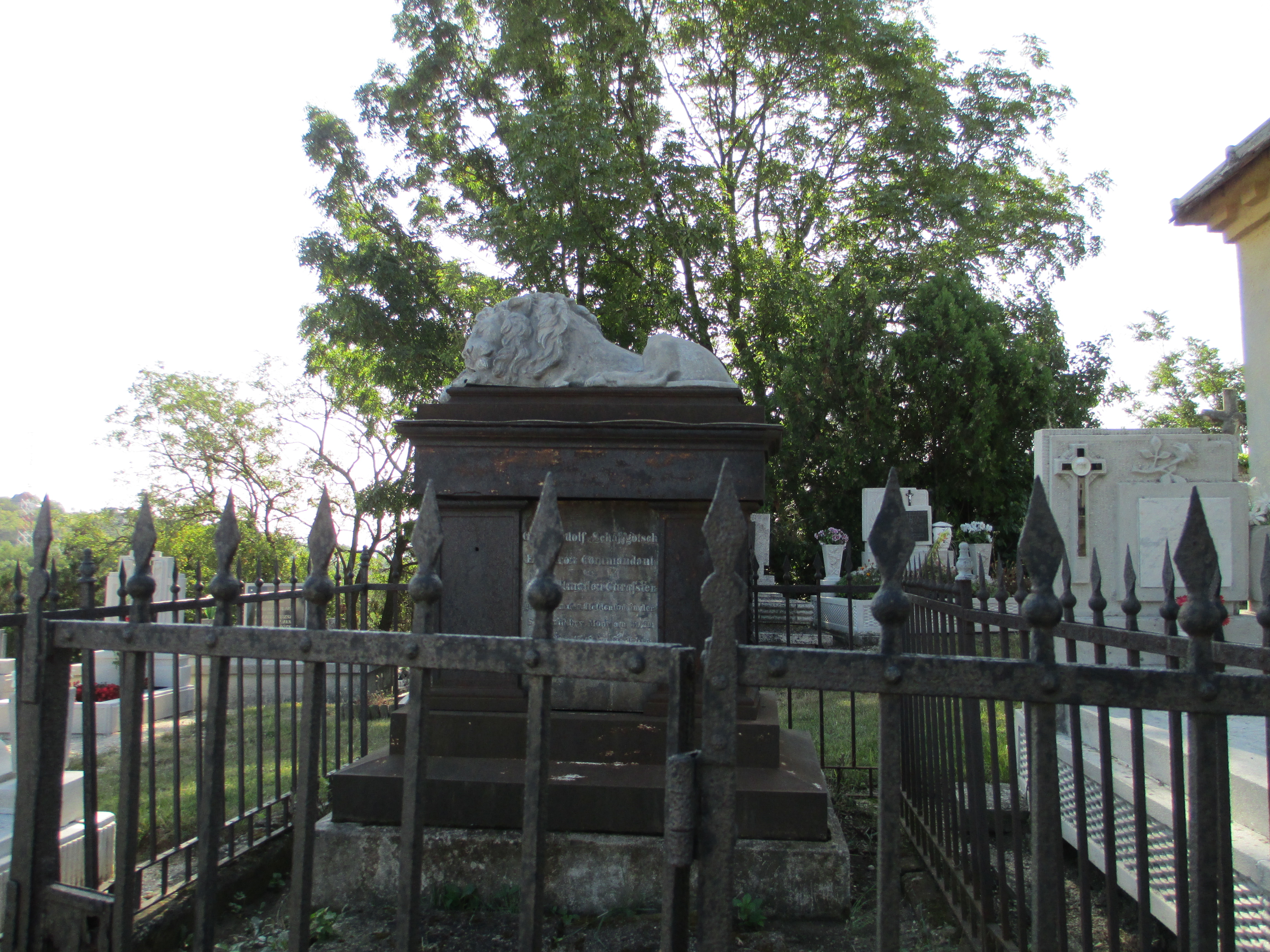
Schaffgotsch százados sírja Móron

Fogságba esett, 1849. április 21-én Buda ostromát követően kiszabadult, egységénél előbb főhadnaggyá, majd alszázadossá léptették elő. Az 1. „Császár” huszárezrednél az I. hadtestben küzdötte végig a szabadságharcot.

## A szabadságharc után
Világosi fegyverletételt követően 1849. augusztus 27.-én besorozzák a 17. gyalogezredhez, 1850. október 25-én rokkantként elbocsátják. Ezt követően a családi birtokon, Bakonygyepesen gazdálkodik. 1851-ben nagybátyja Kun Géza 7 db tölgyfapadlót ad a Devecseri híd felújításához, és 1852. januárjában kérelmezi a padlók árának, a 14 pengőforintnak a kifizetését. A Devecseri császári biztos kérdéssel fordul Veszprém vármegye császári megbízottjához Kun Géza volt forradalmi alezredes, komáromi kapituláns politikai magaviseletére vonatkozóan, aki vizsgálatot rendel el. Kun Bélát felbosszantja, a véleménye szerint, nagybátyját jogtalanul ért zaklatás, ezért párbajra hívja a vizsgálatot végző zsandártisztet. A császári hatalom ezt nem vette jó néven, Kun Bélát 1 év fogházbüntetésre ítélik, amit Pesten az „Újépületben” kénytelen letölteni.

## Idegen zászlók alatt

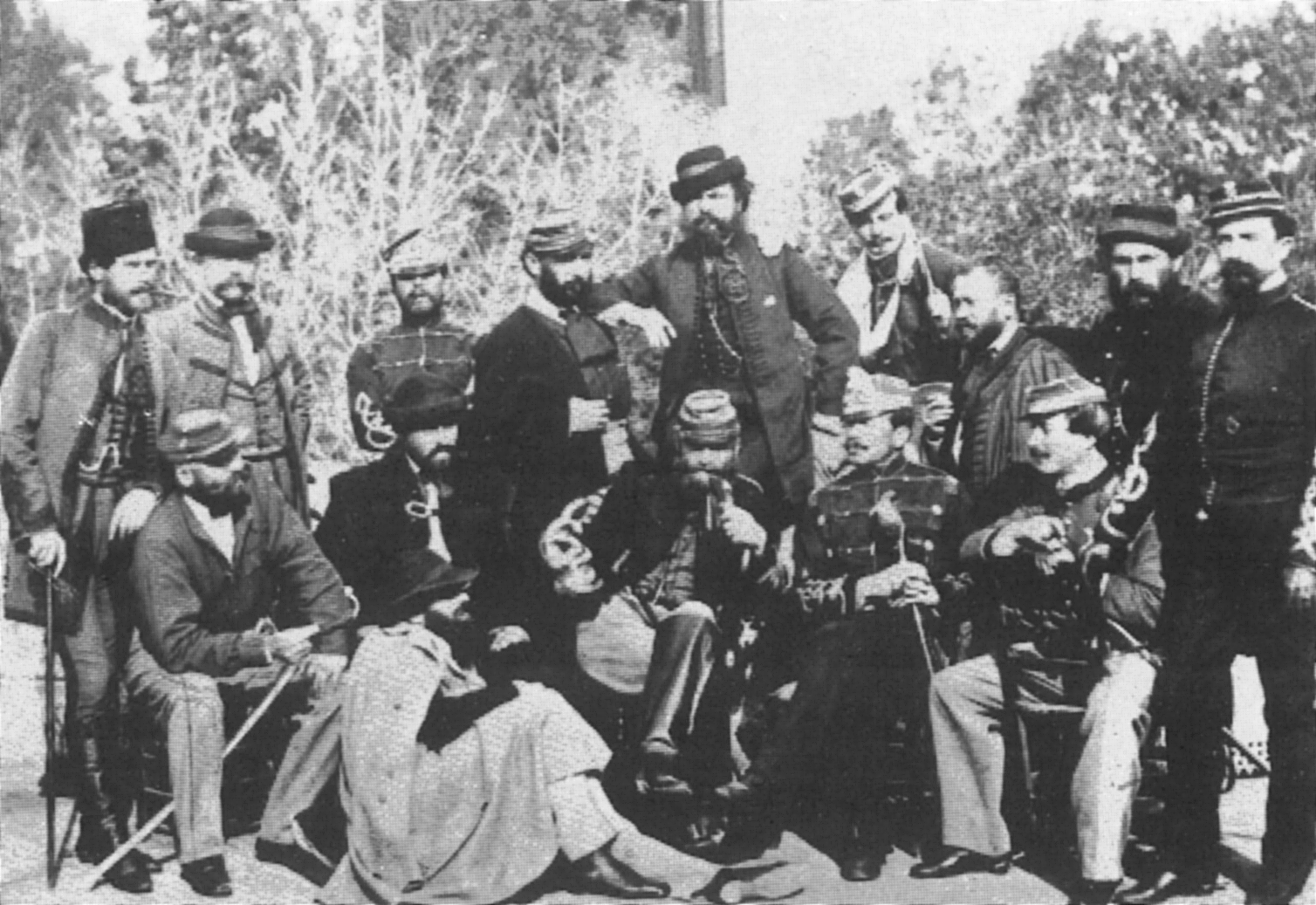
Éber Nándor dandártörzse. 1861 nyara. Kun Béla a hátsó sorban balról a harmadik Ülősorban középen Teleky Sándor ezredes a XV. hadosztály parancsnoka, mögötte Éber Nándor dandárparancsnok áll.

1853-ban szabadulását követően barátja és volt parancsnoka Auguszt Ludvig Wepler, aki már ekkor a török hadsereg lovasságának tábornoka, hívására Törökországba megy. 1854-ben egy török lovasszázad parancsnoka a Krími háborúban. 1855-1860-ig nem rendelkezünk életéről információval. 1860. végén Palermo bevételét követően érkezik Itáliába. 1861. januártól 1861. május 10-ig 1077/326 számú közlegény az első tüzérüteg állományában. 
1861. júniustól 1861. augusztusig Éber Nándor dandártörzsénél van. 1861. szeptembertől 1861. novemberéig a huszárosztálynál századparancsnok. 1861. novemberében a Teleky Oszkár gróf századosi kinevezésének ügyében kirobbant vita miatt párbajra hívja Scheiter György századost. 1862. tavaszától Acqui tiszti telepen van, mivel három tiszttársuk meglehetősen bizonytalan céllal pénzt gyűjt a fürdőhely olasz civil vendégei közt, mint tiszttársai szószólója vitába keveredik Mogyoródy Adolf alezredessel a tiszti telep parancsnokával. A vita annyira elfajul a két nagytermészetű huszártiszt közt, hogy Kun Béla párbajra hívja ki a parancsnokát. Mogyoródy ezt követően az olasz tábori csendőrökkel lefogatja, és Klapka György tábornok megérkezéséig fogságban tartja. 
Klapka 1862. április 11-én tiszti gyűlést hív össze, de a legjobb szándéka ellenére sem tud kompromisszumos megoldást találni. Ezért 52 tiszt, köztük Kun Béla elhagyja a telepet. Még ebben az évben visszatér Törökországba, itt azonban kellemetlen hír várja, barátja August Ludvig Wepler halott, elesett a beduinokkal vívott küzdelemben. Hadtörténetírásunk ezt a bátor katonát Wepler Ágostonként szereti emlegetni, aki honvédhuszár alezredesként, a harmadosztályú vitézségi érem tulajdonosaként fejezte be a szabadságharcot. Mindenki magyarnak tartotta, igaz az emigrációban néhányan furcsállták osztrákos kinézetét. A valóság az, hogy porosz hadbíró apa és hesseni anya gyermekeként Kessel városában látta meg a napvilágot 1820-ban. Csak kevesen tudták, tudják, hogy édesanyja révén Haynau unokaöccse volt.

## Újra otthon
Kun Béla 1864-ben hazatér, Bakonygyepesen a családi bortokon gazdálkodik. 1865-ben megnősül, feleségül veszi Ányos Klementinát. Két kislányuk születik, Kun Albertina 1865-ben, Kun Klementina 1867-ben. Mai tudásunk szerint egyik kislány sem érte meg a felnőttkort. 1867-től, a megalakulásától a Veszprém Vármegyei Honvédegylet tagja. Az újra alakuló honvédségben nem vállal szerepet. 1874. április 16-án halt meg tüdőgyulladásban, a Veszprémi Alsóvárosi temetőben helyezték örök nyugalomra. Életének történetét Eötvös Károly munkái alapján Gajdács Pál evangélikus lelkész feldolgozta egy ötszáz versszakos versben.

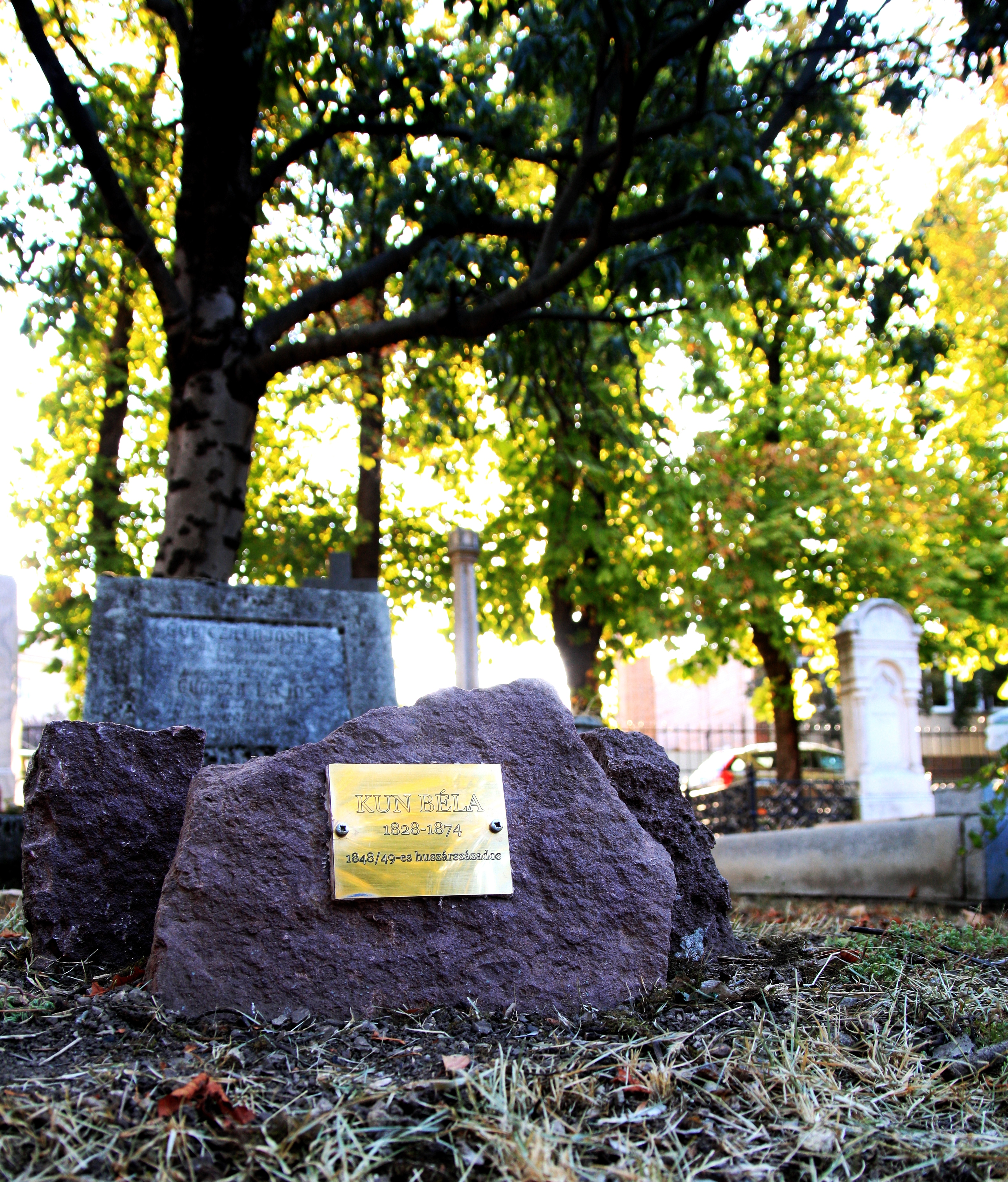
Kun Béla sírja Veszprém Alsóvárosi temetőjében. A sír helyét Földesi Ferenc nyugalmazott honvédezredes, helytörténész találta és jelölte meg.

### Periodikák
- Vasárnapi újság, 38-dik szám, Eötvös Károly: Moór és Marsala hőse, I. rész, 1875, 594–595.
- Vasárnapi újság, 39-dik szám, Eötvös Károly: Moór és Marsala hőse. II. rész 1875, 610–611.
- Vasárnapi Újság, 56. évf., 22. szám, A Capuai Hős – Darbay ezredes, 1909. május 30., 458–459.

### Levéltári anyagok
- HL Abszolutizmuskori iratok 229. csomó. Az olaszországi magyar légió iratai. D. fasc. 12–13. – Kun Béla visszaemlékezése
- MOL H 75. Honvédelmi Minisztérium. Általános iratok 1849:23909. – Az 1. huszárezred kitüntetettjeinek származási és szolgálati leírása, Nagy Valkáz, 1849. június 3.